# Elephantomyia argyrophora
Elephantomyia argyrophora là một loài ruồi trong họ Limoniidae. Chúng phân bố ở miền Australasia.